# Società Bergamasca di Educazione Fisica Atalanta 1919-1920
Questa pagina raccoglie i dati riguardanti la Società Bergamasca di Educazione Fisica Atalanta nelle competizioni ufficiali della stagione 1919-1920.

## Stagione
Dopo le vicissitudini seguite alla fine della Grande Guerra, l'Atalanta ricomincia dalla Clementina (una zona della città), dove costruisce un nuovo stadio su un terreno messo a disposizione da Betty Ambiveri (quello in via Maglio del Lotto era stato ceduto per ragioni di cassa durante la guerra).
La stagione incomincia con un fuori programma che sarà decisivo per la storia del calcio a Bergamo: la federazione calcistica infatti, decide di assegnare un solo posto in Prima Categoria alle squadre di Bergamo e provincia, costringendo a uno spareggio "fratricida" Atalanta e Bergamasca. La partita ha luogo a Brescia il 5 ottobre 1919 e vede prevalere l'Atalanta sugli avversari per 2-0.
L'Atalanta viene così di seguito ammessa a iscriversi al nuovo campionato di Prima Categoria.
Il campionato vede la squadra ottenere un buon terzo posto. È l'ultimo campionato disputato con la maglia bianconera, cambiata l'anno successivo dopo la fusione con la Bergamasca.
È stata disputata, inoltre, la "Coppa delle Province Lombarde", torneo post-campionato che fu organizzato dall'Unione Sportiva Cremonese.
Pur essendo un torneo ufficiale licenziato dal Comitato Regionale Lombardo a cui la Cremonese sottopose il regolamento e la Coppa da assegnare alla vincente, l'Atalanta riesce in poche occasioni a schierarsi al completo con 11 giocatori avendo la squadra riserve impegnata nelle finali regionali e furono troppi anche gli atleti impegnati in grigioverde a cui non fu sempre concessa la licenza domenicale.
L'Atalanta si è dovuta scontrare con la Cremonese e la Trevigliese in un girone doppio, e fu soprattutto con i cugini biancoazzurri che volarono botte e qualche manciata di fango. La vincente del girone affrontava la vincente di un altro girone parallelo. La squadra di Bergamo, dopo una convincente vittoria a Treviglio perde tutte le successive, venendo eliminata.
Il 4 aprile 1920, il giorno di Pasqua, Atalanta e Bergamasca diventano un unico club, per poi dividersi nuovamente a distanza di qualche mese.

## Organigramma societario
Area direttiva
- Presidente: Francesco Leidi
- Vice presidente: Piero Carminati
- Segretario: Antonio Rampinelli
- Cassiere: Carlo Ferrari

Area tecnica
- Commissione tecnica: ?

Area sanitaria
- Medico sociale: ?
- Massaggiatore: ?

## Rosa
| N. |                   | Ruolo | Calciatore           |
| -- | ----------------- | ----- | -------------------- |
|    | Italia (bandiera) | P     | Elia Rizzi           |
|    | Italia (bandiera) | D     | Daniele De Leidi     |
|    | Italia (bandiera) | D     | Francesco Angarano   |
|    | Italia (bandiera) | D     | Bruno Bianchi        |
|    | Italia (bandiera) | D     | Procolo Pianetti (I) |
|    | Italia (bandiera) | D     | Ponti                |
|    | Italia (bandiera) | C     | Roberto Cozzi        |
|    | Italia (bandiera) | C     | Angelo Mezzanotte    |
|    | Italia (bandiera) | C     | Ottavio Moretti      |

| N. |                   | Ruolo | Calciatore          |
| -- | ----------------- | ----- | ------------------- |
|    | Italia (bandiera) | C     | Albisetti           |
|    | Italia (bandiera) | C     | A. Ravasio (II)     |
|    | Italia (bandiera) | C     | Spalla              |
|    | Italia (bandiera) | A     | Carlo Fenili        |
|    | Italia (bandiera) | A     | Magnaghi            |
|    | Italia (bandiera) | A     | Piero Martines      |
|    | Italia (bandiera) | A     | Francesco Merati    |
|    | Italia (bandiera) | A     | Edoardo Moretti     |
|    | Italia (bandiera) | A     | Luigi Pianetti (II) |
|    | Italia (bandiera) | A     | Enrico Tirabassi    |

## Risultati

### Spareggio di ammissione alla 1ª Categoria
| Arbitro: | A. Gama (Milano) |

|                              |           |  |
| E. Moretti 42’ Tirabassi 75’ | Marcatori |  |

### Prima categoria

#### Girone B (andata)
| Arbitro: | Brambilla (Milano) |

|                        |           |  |
| Martines 1’ Merati 85’ | Marcatori |  |

| Arbitro: | Franziosi (Milano) |

|                |           |  |
| E. Moretti 52’ | Marcatori |  |

| Arbitro: | Bellandi (Legnano) |

|               |           |  |
| G. Pironi 65’ | Marcatori |  |

| Arbitro: | Bellandi (Milano) |

|  |           |                           |
|  | Marcatori | 17’, 27’, 40’, 60’ Varese |

| Arbitro: | A.Gama Malcher (Milano) |

|  |           |              |
|  | Marcatori | 60’ Martines |

#### Girone B (ritorno)
| Arbitro: | Varisco (Milano) |

|              |           |                           |
| Mambrini 86’ | Marcatori | 7’ Magnaghi 15’ Tirabassi |

| Arbitro: | Orlandini (Milano) |

|                                    |           |                                              |
| Valcamonica 10’ Zapparoli 40’, 88’ | Marcatori | 17’ (rig.) Bianchi 48’ Magnaghi 65’ Pianetti |

| Arbitro: | Venegoni (Legnano) |

|  |           |    |
|  | Marcatori | ?? |

| Arbitro: | Quirci (Milano) |

|                                               |           |             |
| Varese 20’, 55’ R. Ferrario 25’, 47’ Roghi ?’ | Marcatori | ?’ Pianetti |

| Arbitro: | Cattaneo (Legnano) |

|              |           |  |
| Tirabassi ?’ | Marcatori |  |

### Coppa delle Provincie Lombarde

#### Girone d'andata
| Arbitro: | Livraghi (Milano) |

|  |           |                     |
|  | Marcatori | 24’ Moretti 83’ 85’ |

| Arbitro: | Panzeri (Milano) |

|                |           |                               |
| O. Moretti 43’ | Marcatori | 5’, 80’ Defendi 10’ Albertoni |

#### Girone di ritorno
| Arbitro: | Sessa (Milano) |

|  |           |                                   |
|  | Marcatori | 1’, 20’ Prosdocimo 90’ Bevilacqua |

| Arbitro: | Livraghi (Milano) |

|                                |           |  |
| Defendi 10’ Albertoni 48’, 70’ | Marcatori |  |

## Statistiche

### Statistiche di squadra
| Competizione                  | Punti | In casa | In casa | In casa | In casa | In casa | In casa | In trasferta | In trasferta | In trasferta | In trasferta | In trasferta | In trasferta | Totale | Totale | Totale | Totale | Totale | Totale | DR |
| Competizione                  | Punti | G       | V       | N       | P       | Gf      | Gs      | G            | V            | N            | P            | Gf           | Gs           | G      | V      | N      | P      | Gf     | Gs     | DR |
| ----------------------------- | ----- | ------- | ------- | ------- | ------- | ------- | ------- | ------------ | ------------ | ------------ | ------------ | ------------ | ------------ | ------ | ------ | ------ | ------ | ------ | ------ | -- |
| 1ª Categoria girone B         | 11    | 5       | 3       | 0       | 2       | 4       | 6       | 5            | 2            | 1            | 2            | 7            | 10           | 10     | 5      | 1      | 4      | 11     | 16     | -5 |
| Coppa delle Province Lombarde |       | 2       | 0       | 0       | 2       | 1       | 6       | 2            | 1            | 0            | 1            | 3            | 3            | 4      | 1      | 0      | 3      | 4      | 9      | -5 |

### Statistiche dei giocatori
| Giocatore     | Prima categoria | Prima categoria | Prima categoria | Prima categoria | Coppa Province Lombarde | Coppa Province Lombarde | Coppa Province Lombarde | Coppa Province Lombarde | Totale   | Totale | Totale      | Totale     |
| Giocatore     | Presenze        | Reti            | Ammonizioni     | Espulsioni      | Presenze                | Reti                    | Ammonizioni             | Espulsioni              | Presenze | Reti   | Ammonizioni | Espulsioni |
| ------------- | --------------- | --------------- | --------------- | --------------- | ----------------------- | ----------------------- | ----------------------- | ----------------------- | -------- | ------ | ----------- | ---------- |
| Albisetti     | 1               | 0               | ?               | ?               | ?                       | ?                       | ?                       | ?                       | 1+       | 0+     | ?           | ?          |
| F. Angarano   | 11              | 0               | ?               | ?               | ?                       | ?                       | ?                       | ?                       | 11+      | 0+     | ?           | ?          |
| B. Bianchi    | 9               | 1               | ?               | ?               | ?                       | ?                       | ?                       | ?                       | 9+       | 1+     | ?           | ?          |
| R. Cozzi      | 11              | 0               | ?               | ?               | ?                       | ?                       | ?                       | ?                       | 11+      | 0+     | ?           | ?          |
| D. De Leidi   | 1               | 0               | ?               | ?               | ?                       | ?                       | ?                       | ?                       | 1+       | 0+     | ?           | ?          |
| C. Fenili     | 1               | 0               | ?               | ?               | ?                       | ?                       | ?                       | ?                       | 1+       | 0+     | ?           | ?          |
| Magnaghi      | 11              | 2               | ?               | ?               | ?                       | ?                       | ?                       | ?                       | 11+      | 2+     | ?           | ?          |
| P. Martines   | 10              | 2               | ?               | ?               | ?                       | ?                       | ?                       | ?                       | 10+      | 2+     | ?           | ?          |
| F. Merati     | 10              | 1               | ?               | ?               | ?                       | ?                       | ?                       | ?                       | 10+      | 1+     | ?           | ?          |
| A. Mezzanotte | 2               | 0               | ?               | ?               | ?                       | ?                       | ?                       | ?                       | 2+       | 0+     | ?           | ?          |
| E. Moretti    | 5               | 2               | ?               | ?               | ?                       | ?                       | ?                       | ?                       | 5+       | 2+     | ?           | ?          |
| O. Moretti    | 10              | 0               | ?               | ?               | ?                       | ?                       | ?                       | ?                       | 10+      | 0+     | ?           | ?          |
| L. Pianetti   | 5               | 2               | ?               | ?               | ?                       | ?                       | ?                       | ?                       | 5+       | 2+     | ?           | ?          |
| P. Pianetti   | 2               | 0               | ?               | ?               | ?                       | ?                       | ?                       | ?                       | 2+       | 0+     | ?           | ?          |
| Ponti         | 10              | 0               | ?               | ?               | ?                       | ?                       | ?                       | ?                       | 10+      | 0+     | ?           | ?          |
| A. Ravasio    | 3               | 0               | ?               | ?               | ?                       | ?                       | ?                       | ?                       | 3+       | 0+     | ?           | ?          |
| E. Rizzi      | 11              | 0               | ?               | ?               | ?                       | ?                       | ?                       | ?                       | 11+      | 0+     | ?           | ?          |
| E. Tirabassi  | 8               | 3               | ?               | ?               | ?                       | ?                       | ?                       | ?                       | 8+       | 3+     | ?           | ?          |